# Susanna Salvi
Susanna Salvi (Rieti, 6 maggio 1990) è una ballerina italiana.
Dal 17 settembre 2021 è prima ballerina del Teatro dell'Opera di Roma.

## Biografia
Susanna Salvi muove i primi passi di danza nella scuola reatina "Centro Studi Cygni" diretta da Marella Vesseri e Laura Martorana.
All'età di 11 anni viene iscritta al terzo corso della scuola di danza del Teatro dell'Opera di Roma, diretta da Paola Jorio, dove, nel 2007, si diploma a pieni voti e l'anno successivo ottiene il diploma di perfezionamento.
Nel 2008 entra nel Corpo di Ballo della compagnia, diretto da Carla Fracci, e danza alcuni ruoli importanti nel Don Chisciotte (Fayziev), Il lago dei cigni (Samsova) e Giselle (Fracci).
Nel 2010 vola oltreoceano, e per un anno è nel Tulsa Ballet in Oklahoma, diretto da Marcello Angelini.
Nel 2012 rientra in Italia, nella compagnia del Maggio Musicale Fiorentino, diretta da Francesco Ventriglia, e balla i ruoli principali ne La Sylphide (Bournonville) e Stabat Mater (Ventriglia) ed è scelta da Sylvie Guillem per Steptext (Forsythe).
Nel 2013 torna all'Opera di Roma, prima sotto la direzione di Micha van Hoecke; poi, con Eleonora Abbagnato è promossa solista (2015) e prima ballerina (2018). Qui lavora con i Maîtres de Ballet Patricia Ruanne, Frederic Jahn, Benjamin Pech e Lienz Chang.
Nel corso della sua carriera ha studiato con maestri di fama internazionale, tra cui Ofelia Gonzalez, Pablo Moret, Clarissa Mucci, Laura Comi, Elisabetta Terabust, Gillian Whittingham, Anthony Basile, Patrice Bart e Michail Baryšnikov.
Nel 2021 entra nel cast del film Carla (Emanuele Imbucci) dedicato alla vita di Carla Fracci, interpretando la controfigura di Alessandra Mastronardi, che veste i panni della ballerina.
Il 17 settembre 2021 viene nominata Étoile dalla direttrice del Corpo di Ballo Eleonora Abbagnato al termine della rappresentazione, per la prima volta in scena al Teatro dell'Opera di Roma, di Notre-Dame de Paris di Roland Petit.

## Repertorio

### Teatro dell'Opera di Roma
Manon (Manon di Kenneth MacMillan), Aurora (La bella addormentata di Jean-Guillaume Bart), Raymonda (Rajmonda di Rudol'f Nureev), Giselle (Giselle di Patricia Ruanne/Carla Fracci), Swanilda (Coppélia di Roland Petit), Odette/Odile (Il lago dei cigni di Christopher Wheeldon/Benjamin Pech), Kitri (Don Chisciotte di Laurent Hilaire), Carmen (Carmen di Jiří Bubeníček), Marie (Lo schiaccianoci di Giuliano Peparini), Giulietta (Romeo e Giulietta di Giuliano Peparini), Autunno (Le quattro stagioni di Giuliano Peparini), Esmeralda (Notre-Dame de Paris di Roland Petit), Medora/Gulnara (Il corsaro (Byron) di José Carlos Martínez), Gamzatti (La Bayadère di Benjamin Pech), Lise (La fille mal gardée di Frederick Ashton)

### Maggio Musicale Fiorentino
La Sylphide (La Sylphide di August Bournonville), Maria (Stabat Mater di Francesco Ventriglia)

### Partner internazionali
- Friedemann Vogel - Principal dancer Stuttgart Ballet (Il lago dei cigni)
- Adamzhan Bakhtiyar - Principal dancer Astana Opera (Notre-Dame de Paris)
- Germain Louvet - Danseur Étoile Opéra national de Paris (Il lago dei cigni)
- Vito Mazzeo - Primo ballerino Dutch National Ballet (La bella addormentata)
- Semën Čudin - Principal dancer Bolshoi, Mosca (Il lago dei cigni)
- Amar Ramasar - Principal dancer New York City Ballet (Carmen)
- Alessandro Riga - Primo ballerino Compañía Nacional de Danza, Madrid (Consequence, Flammes de Paris)
- Petar Dorcevski - Principal dancer Slovenian National Ballet, Ljubljana (Black Swan)
- Claudio Coviello - Primo ballerino Teatro alla Scala (Coppélia)
- Claudio Cocino - Primo ballerino Opera Roma (Lo schiaccianoci, Giselle, Manon, Romeo e Giulietta, La bella addormentata, In the night)
- Michele Satriano - Primo ballerino Opera Roma (Il lago dei cigni, Lo schiaccianoci, La Sylphide, Giselle, La fille mal gardée)
- Alessio Rezza - Étoile Opera Roma (Don Chisciotte, Il corsaro)
- Vadim Muntagirov - Principal dancer Royal Ballet (Il corsaro)
- Stéphane Bullion - Danseur Étoile Opéra national de Paris (Notre-Dame de Paris), 12 giugno 2022, Asami Maki Ballet Tokyo
- Jacopo Tissi - Primo ballerino ospite al Teatro alla Scala (La Bayadère)
- Victor Caixeta - Principal Dancer Dutch National Ballet (La Bayadère)

## Gala
- Danza&Danza Awards Gala, Torino, Giselle,16 settembre 2017[9]
- The 4th Dance Prix, Jakarta, Grand pas de deux Sleeping Beauty (Claudio Cocino), 14 aprile 2018[10]
- Galà delle stelle, Livorno, Il Pipistrello (Claudio Cocino), 30 novembre 2019[11]
- Tournée, Lodz, La Sylphide, 16 maggio 2019
- 100 Years of Slovenian Ballet, Lubiana, Black Swan (Petar Dorcevski), 21 maggio 2019[12]
- Valencia Danza Somos Arte, Valencia, Consequence (Alessandro Riga), 21 settembre 2019[13]
- L’Aquila si Veste di Stelle, L'Aquila, Il lago dei cigni (Claudio Cocino), 24 agosto 2021[14]
- Carla Fracci mon amour, Cervia, Les Sylphides (Claudio Cocino), 26 agosto 2021[15]
- 71° Granada Festival, Granada, Il corsaro (Kenta Yamamoto), 2 luglio 2022
- 27º Festival Internacional de Ballet de La Habana "Alicia Alonso", L'Avana, Giselle (Dani Miguel Hernandez Acosta), 1 novembre 2022
- World Premiere A Thousand Tales di Francesco Ventriglia, Dubai Opera House, Princess Jasmine/Swan Queen Odette, 6 gennaio 2023
- Tournée, Muscat, Oman, Giselle, 10 marzo 2023

## Filmografia
- Carla, regia di Emanuele Imbucci (2021)

## Premi e Riconoscimenti
- 2004 - Rieti Danza Festival, Prima classificata
- 2016 - Premio Danza&Danza, Danzatrice Emergente 2016[16]
- 2017 - Premio Europaindanza, per l’interpretazione nel ruolo di Odette/Odile nello spettacolo Il Lago dei Cigni[17]
- 2018 - International Dance Award "Stefano Francia", Miglior ballerina 2018[18]
- 2019 - 100 Donne dell'Anno, F Magazine Italia[19]
- 2023 - World of Fashion Award - 24ª Edizione[20]